# Рогожина (Арђеш)
Рогожина (рум. Rogojina) насеље је у Румунији у округу Арђеш у општини Будеаса. Oпштина се налази на надморској висини од 335 m.

## Становништво
Према подацима из 2002. године у насељу је живело 260 становника, од којих су сви румунске националности.